# Никола Милошевић
Никола Милошевић (Сарајево, 17. април 1929 — Београд, 24. јануар 2007) био је српски филозоф, теоретичар књижевности, писац и политичар, академик САНУ, лидер Српске либералне странке.

## Биографија
Никола Милошевић је рођен у Сарајеву 1929. године, гимназију је завршио у Београду, где је дипломирао филозофију на Филозофском факултету. На истом факултету је магистрирао и докторирао. Био је редовни професор Теорије књижевности на Филолошком факултету у Београду од 1969. године до пензионисања. За редовног члана САНУ изабран је 1994. године.
Посебно се ангажовао 1968. на студентским демонстрацијама. Запамћен је по својим свакодневним, ироничним и духовитим коментарима уводних чланака листа „Политика“.
Био је један од интелектуалаца који су обновили рад Демократске странке, лидер Српске либералне странке, оштри критичар режима Слободана Милошевића, а од 2003. године био је народни посланик у Скупштини Србије. Преминуо је у Београду 24. јануара 2007. године после дуге и тешке болести у 78. години живота.
У свом плодном раду бавио се филозофијом, књижевним радом, публицистиком и књижевном критиком. Био је председник Задужбине „Милош Црњански“. Аутор је више књига, књижевно историјских и књижевно теоријских студија, као и великог броја есеја, предговора, рецензија и књижевних критика. Учествовао је у многим књижевним и политичким јавним трибинама. Написао је преко двадесет књига филозофске и књижевно-теоријске тематике, неколико књига политичке тематике и три романа. У свом књижевно-теоријском раду претежно се бавио херменеутичком анализом дела која се широко сматрају врхунцем западне књижевности (Албер Ками, Мигел де Сервантес, Достојевски итд). Био је један од првих мислилаца који је у српској средини анализирао дела руске религиозне филозофије (посебно Берђајева). Такође се бавио проблемима филозофске антропологије, филозофије религије, односа између књижевности и филозофије као и односа између идеологије и филозофије (посебно је разматрао различита питања марксистичких идеологија и филозофије). Свој особени приступ књижевним делима и филозофским проблемима развио је још у својој првој објављеној књизи, Антрополошки есеји из 1964. године. Од студентских дана Милошевић се бавио филозофским проблемима у књижевним делима. Након завршених студија предавао је на Одсеку за књижевност Филозофског факултета (доцнијем Филолошком факултету). Ту је предавао курсеве из области теорије књижевности, специјалистичке курсеве о Достојевском и античкој поетици. Важио је за доброг предавача цењеног међу својим студентима. О њему као предавачу посебно је повољно писао његов студент Мило Ломпар. Милошевић је радо држао и јавна предавања о различитим филозофским темама. Током 80-их година 20. века био је један од најактивнијих предавача на јавним предањима (по броју предавања испред њега су били Бранко Павловић и Владета Јеротић).
Тумачећи различита књижевна дела развио је специфични метод књижевне херменеутике где је настојао, проналазећи недоследности у филозофским и књижевним делима (у филозофским делима те противуречности се, по Милошевићевој мишљењу, састоје у логичкој недоследности док се у књижевним делима састоје у неубедљивој психолошкој мотивацији ликова), да открије и протумачи психолошку или идеолошку мотивисаност творца одређеног дела.
Професор Милошевић је своју личну библиотеку са више хиљада књига завештао Православном богословском факултету Универзитета у Београду. Његова супруга и син предали су књиге, преписку, белешке и осталу Николину заоставштину овом факултету, на којем је тако формиран Легат професора Милошевића.

## Теоријски допринос
Психологија знања и филозофска антропологија биле су предмет научно-филозофског рада Николе Милошевића, преточеног у двадесетак књига, почев од дела "Огледи из антропологије" ("Антрополошки есеји") за које је добио НОЛИТ-ову награду 1964. године, па до књиге "Истина и илузија" (2001). Остајући доследан свом путу истине и поштења, одбио је својевремено да прими Награду "Исидора Секулић" и Октобарску награду града Београда. Родоначелник је филозофије диференције, односно учења које се може сажети на следећи начин: Све оно што спознајемо увек је диференцирано, али никада на исти начин и у истој мери. Кроз овакву диференцирану оптику ваља сагледавати и однос психолошких и социјалних чинилаца, проблем слободе воље и слободе избора. Указао је и у својим делима доказао да увек бира нека одређена личност, са одређеним душевним склопом, те да ту личност опредељује психолошки чинилац који (унапред) одређује за коју ће се могућност личност определити ("Идеја слободног избора подразумева да је подједнако могуће и оно што се догодило и оно што се није догодило, а тако не може бити" - Истина и илузија; Скица за мој поглед на свет). Психолошка структура једне личности је одређена, детерминисана, за разлику од "људске природе", неодређеног термина добијеног неоснованом хипергенерализацијом.
Покушао је Никола Милошевић да заснује и једну нову дисциплину - психологију знања, која би се бавила односима између духовних творевина и психичких чинилаца, кроз сагледавање читаве лепезе "различитих односа зависности између теоријске и и уметничке стварности с једне стране, и психолошке равни с друге стране". Закључио је да свака усмереност претпоставља неки угао гледања, а самим тим и неки угао деформације, тако да се нужно јавља једностраност, на коју опет делују различити психолошки чиниоци који обитавају у душевном склопу свих стваралаца. Психологија знања претпоставља иманентну анализу, која подразумева трагање за противречностима у склопу неке теоријске творевине, али не остаје заробљена у њеним оквирима.

## Награда „Никола Милошевић“
Додељује се за достигнућа у области теорије књижевности и уметности. Награда постоји од 2002. године а 2007. је добила име по Николи Милошевићу. Добитница награде за 2014. истовремена и прва жена је Јасмина Ахметагић, а за 2016. добитница је Јелена Пилиповић. Добитник за 2018. годину је Јован Бабић за дело „Огледи о одбрани”, а за 2019. годину Ненад Николић за дело „Идентитет српске књижевности Прича о књижевноисторијској идеји”. Добитник за 2020. годину је Новица Милић за књигу „Политичка наратологија - оглед о демократији” у издању „Академске књиге” из Новог Сада. Добитник за 2021. годину је Горана Раичевић за монографију „Агон и меланхолија. Живот и дело Милоша Црњанског” у издању „Академске књиге”. Добитник за 2022. годину је Тихомир Брајовић за дело „Тумачење лирске песме – од теорије до интерпретативне праксе”, у издању Академске књиге. Добитник награде за 2023. годину је српски филозоф Мирко Зуровац за дело Онтологија уметности у издању Службеног гласника.

## Одабрана дела
- Антрополошки есеји
- Роман Милоша Црњанског
- Негативан јунак
- Идеологија, психологија и стваралаштво
- Андрић и Крлежа као антиподи
- Зиданица на песку
- Шта Лукач дугује Ничеу
- Филозофија структурализма
- Достојевски као мислилац
- Марксизам и језуитизам
- Психологија знања
- Антиномија марксистичких идеологија
- Православље и демократија
- Царство Божије на земљи. Филозофија диференције
- Има ли историја смисла
- Филозофија и психологија
- Нит Михољског лета
- Кутија од ораховог дрвета
- Сенке минулих љубави